# Sundeved-Centeret
Sundeved-Centeret er en selvejende institiution beliggende i Stenderup. 1970 ophørte Sundeved Frimenighed, som overlod Stenderup Frimenighedskirke og præstegården til en kreds med tilknytning til Indre Mission, Søndagsskolerne og KFUM og KFUK i Sønderjylland. 
Centret bruges til kurser, lejrskoler, familiefester og lignende.  Der er 34 sengepladser fordelt på 3 dobbeltværelser og 5 køjeværelser. Og et nyrenoveret spise- og dagligstue med projektor og AV udstyr samt et storkøkken med opvaskemaskine. Bygningerne  udlejes også til andre.
Kirken er opført i 1903 af arkitekten Martin Nyrop, der også var arkitekt for Københavns Rådhus. Præstegården er opført i 1912.